# Poulsbo
Poulsbo is een plaats (city) in de Amerikaanse staat Washington, en valt bestuurlijk gezien onder Kitsap County.

## Demografie
Bij de volkstelling in 2000 werd het aantal inwoners vastgesteld op 6813.
In 2006 is het aantal inwoners door het United States Census Bureau geschat op 7808, een stijging van 995 (14.6%).

## Geografie
Volgens het United States Census Bureau beslaat de plaats een oppervlakte van
9,8 km², waarvan 8,3 km² land en 1,5 km² water. Poulsbo ligt op ongeveer 14 m boven zeeniveau.

## Plaatsen in de nabije omgeving
De onderstaande figuur toont nabijgelegen plaatsen in een straal van 12 km rond Poulsbo.